# Charles N’Zogbia
Charles N’Zogbia (ur. 28 maja 1986 w Harfleur) – francuski piłkarz pochodzący z Konga, grający na pozycji pomocnika.
Występował w szkółce piłkarskiej klubu Le Havre AC, skąd został kupiony do Newcastle United, w którym rozegrał 118 ligowych meczów, po czym, w lutym 2009 roku przeszedł za 6,5 miliona do Wigan Athletic. W dorosłej reprezentacji Francji zadebiutował 11 sierpnia 2010 w przegranym 1:2 towarzyskim spotkaniu z Norwegią.
29 lipca 2011 roku podpisał pięcioletni kontrakt z Aston Villą.